# Donharrisite
La donharrisite è un minerale.